# Long View Farm
Long View Farm Studios es un estudio de grabación ubicado en North Brookfield, Massachusetts. Ha servido como estudio para bandas como Rolling Stones, Death Cab for Cutie, Three Days Grace, entre otros.

## Grabaciones

### Álbumes
- Beggar's Oil
- Children of Chaos
- The Devil And God Are Raging Inside Me
- Freeze Frame
- Home
- It's Blitz!
- Let's Be Nice
- Love Stinks
- Lunch for the Sky
- Pandora's Box
- Plans
- Sky Like a Broken Clock
- Stain
- Super Taranta!

### Canciones
- "Chip Away the Stone"
- "I Will Follow You into the Dark"
- "Working Too Hard"

### Bandas
- Automatic 7
- Death Cab for Cutie
- Yeah Yeah Yeahs
- The J. Geils Band
- Birdbrain
- Rolling Stones
- Sevendust
- State Radio
- Soulidium
- Three Days Grace
- The Run
- The Witness Protection Program
- Brand New